# 娘は戦場で生まれた
『娘は戦場で生まれた』（For Sama）は、ワアド・アル＝カデブとエドワード・ワッツ監督による2019年のドキュメンタリー映画である。
ワールド・プレミア（世界初上映）は2019年3月11日にサウス・バイ・サウスウエストで行われ、長編ドキュメンタリーコンペティションの審査員大賞と観客賞を獲得した。第72回カンヌ国際映画祭ではスペシャル・スクリーニングで上映され最優秀ドキュメンタリー賞（ルイユ・ドール〈fr:L'Œil d'or〉）を受賞した。

## プロット
動乱に揺れるシリアのアレッポでのワアド・アル＝カデブの5年間の記録が映し出される。彼女はそこで恋に落ち、娘のサマを出産するが、内戦は激化の一途をたどる。

## キャスト
- ハムザ・アル＝カデブ
- サマ・アル＝カデブ
- ワアド・アル＝カデブ

## 評価

### 批評家の反応
レビュー・アグリゲーターのRotten Tomatoesでは60件のレビューで支持率は100%、平均点は9.18/10となっている。Metacriticでは15件のレビューに基づいて加重平均値は91/100と示された。

### 受賞とノミネート
| 映画祭・賞                   | 部門                         | 候補                                     | 結果       | 参照          |
| ---------------------------- | ---------------------------- | ---------------------------------------- | ---------- | ------------- |
| カンヌ国際映画祭             | ルイユ・ドール               | ワアド・アル＝カデブ、エドワード・ワッツ | 受賞       | [ 10 ] [ 11 ] |
| 英国インディペンデント映画賞 | 英国インディペンデント映画賞 | ワアド・アル＝カデブ、エドワード・ワッツ | 受賞       | [ 12 ] [ 13 ] |
| 英国インディペンデント映画賞 | 監督賞                       | ワアド・アル＝カデブ、エドワード・ワッツ | 受賞       | [ 12 ] [ 13 ] |
| 英国インディペンデント映画賞 | ドキュメンタリー賞           | ワアド・アル＝カデブ、エドワード・ワッツ | 受賞       | [ 12 ] [ 13 ] |
| 英国インディペンデント映画賞 | 音楽賞                       | ナイニータ・デサイー                     | ノミネート | [ 12 ] [ 13 ] |
| 英国インディペンデント映画賞 | 編集賞                       | Chloe Lambourn、Simon McMahon            | 受賞       | [ 12 ] [ 13 ] |

## その他
日本では劇場公開の翌年の2021年（令和3年）4月に、NHK-Eテレのドキュメンタリー番組「ドキュランドへようこそ」で日本語吹き替えの短縮版も放送された。

## 関連文献
- 安田菜津紀 (2020年3月5日). “人との確かなつながりで、私はどんな武器よりも強くあれる －映画『娘は戦場で生まれた』ワアド監督インタビュー”. Dialogue for People.   特定非営利活動法人Dialogue for People. 2024年11月23日閲覧。
- 木村菜穂子 (2021年11月25日). “「For Sama」というドキュメンタリー映画が描くシリア内戦と「正義とは何か？」という疑問 ｜中東から贈る千夜一夜物語”. ニューズウィーク日本版. 2024年11月23日閲覧。